# Katedrála svatého Štěpána (Vídeň)
Katedrála svatého Štěpána (německy Stephansdom) ve Vídni je jedna z nejvýznamnějších rakouských gotických památek, současně také symbol Vídně. Od roku 1469 je sídelním kostelem vídeňských biskupů a později arcibiskupů.

## Historie

Stavební historie dómu: červeně původní románská stavba, zeleně westwerk, fialově Albertinský chór, modře gotické rozšíření Rudolfa IV.

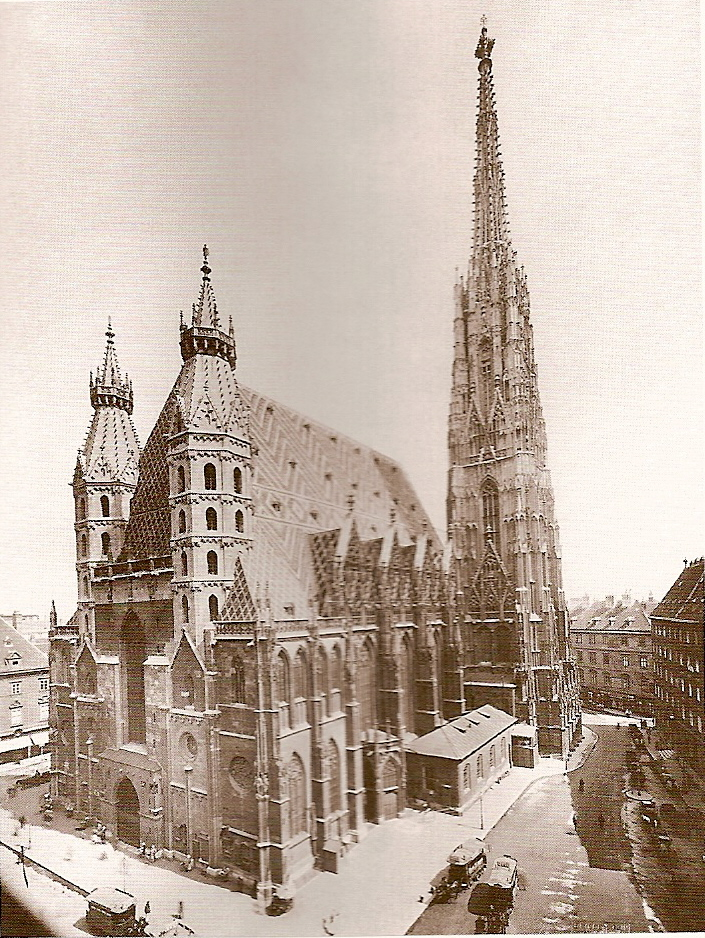
Katedrála svatého Štěpána kolem roku 1905

Historické počátky kostela sahají až k roku 1137, kdy byla mezi markrabětem Leopoldem IV. a pasovským biskupem uzavřena smlouva, na jejímž základě stavba začala. Slavnostně vysvěcen byl románský kostel o deset let později, tedy v roce 1147. Do dnešní doby se žádná z jeho částí nedochovala, známy jsou pouze půdorysné rozměry. Na poměry ve kterých vznikal, byl kostel velmi naddimenzovaný – je možné, že už tehdy tím byla projevena snaha o zřízení biskupského sídla. Kostel byl postaven na periferii města – vně jeho hradeb a dlouho se předpokládalo, že to byla vůbec první stavba na tomto místě, ale jak ukázaly archeologické nálezy z roku 2000, už od 8. století zde bylo pohřebiště a s ním tedy téměř jistě i nějaký kostel.
Mezi lety 1230–1263 došlo k pozdně románskému rozšíření kostela v jeho západní části – byl přistavěn westwerk, tvořen dvěma Pohanskými věžemi a mezi nimi umístěnou Obří branou. Původ těchto názvů je nejasný. Ke stavbám věží bylo používáno starého římského (tedy pohanského) zdiva. Jiní poukazují na vzdálenou podobnost s islámskými minarety. Pojmenování brány bývá odvozováno od mamutí kosti ze sbírky kuriozit císaře Fridricha III. objevené při výkopových pracích pro základy severní věže, která měla být zavěšena nad vstupním portálem. Jiné teorie vidí původ názvu ve středověké němčině.
Od roku 1304 probíhalo další rozšiřování kostela. K východní straně, a tentokrát již v gotickém slohu, byl přistavěn jako trojlodní hala tzv. Albertinský chór, pojmenovaný podle vévody Albrechta II., který stavbu podporoval a za jehož vlády byl dokončen. Slavnostně vysvěcen byl chór pasovským biskupem 23. dubna 1340.
12. července 1359 vévoda Rudolf IV. Habsburský, zvaný Zakladatel, položil zhruba v místech dnešní jižní věže základní kámen k novému gotickému rozšíření „jeho“ kostela. Angažovanost Rudolfa v této věci byla velmi významná. Sňatkem s Kateřinou Lucemburskou se stal zetěm Karla IV., jehož konkurence byla podstatným motivem Rudolfova myšlení i jednání. Podobně jako jeho tchán pozvedl význam Prahy, chtěl Rudolf pozvednout význam Vídně a učinit z ní důstojné vévodské sídlo. Vídeň však stále neměla své biskupství, což v tomto ohledu působilo velmi negativně. Chrám tedy vyrůstal částečně jako prostředek k naplnění zmíněných cílů, částečně i jako konkurence k pražské katedrále. Ne vše se Rudolfovi plně podařilo, ale jeho zásluhou byl v roce 1365 Stephansdom povýšen na kolegiátní kostel.
V následujícím století probíhaly stavební práce sice pomalu, ale stále kupředu. Po obou stranách románské západní stavby byly přistavěny dvojice nad sebou ležících kaplí. Po smrti Petra z Prachatic v roce 1429 převzal vedení stavby Jan z Prachatic, za jehož působení byla roku 1433 dokončena jižní věž a dále bylo vybudováno nové podélné trojlodí jako pseudohala. Jeho zdi rostly zpočátku jako vnější skořápka kolem původní románské stavby, která byla snesena v roce 1430. Poté, co byl vytvořen krov se v roce 1446 pod vedením Hanse Puchsbauma začalo se zaklenutím.
Dalším politikem, který s kostelem spojil své jméno byl císař Fridrich III. Dosáhl toho, co Rudolf IV. už nestihl: Podle původního Rudolfova konceptu položil v roce 1450 základní kámen ke stavbě severní věže, obdobné jako té jižní, a při své druhé cestě do Říma v roce 1469 dosáhl založení vídeňského biskupství. Chrám byl povýšen na biskupský kostel.
Na počátku 16. století byla ale severní věž hotová jen z poloviny a středověké ideály velkolepé stavby začaly ustupovat do pozadí. Částečně zřejmě i z finančních důvodů byla v roce 1511 stavba přerušena a roku 1578 ukončena kupolí ve stylu renesance od Hanse Saphoye.
17. století znamenalo vliv baroka na vybavení dómu. Z těchto dob pochází množství oltářů, z nichž nejvýznamnější je raně barokní zvýšený oltář od Johanna Jacoba a Tobiase Pocka z roku 1647 věnovaný svatému Štěpánu a zobrazující jeho ukamenování.
Během celé druhé světové války, i přes bombardování v blízkém okolí dómu, nebyla stavba významněji poškozena. To se změnilo v posledních dnech války, přesněji mezi 11. a 13. dubnem 1945, kdy při spojeneckých útocích jiskra z okolních hořících domů zapříčinila požár. Při něm shořel celý krov, klenba nad chórem se zřítila, byla zničena císařská empora, varhany. Obrovský zvon zv. Pummerin se z jižní věže utrhl a spadl hluboko do věžní haly. Dóm se zdál být ztracen, přesto bylo vzápětí začato s jeho intenzivní obnovou a 23. dubna 1952 byl celý slavnostně znovuotevřen.

## Exteriér

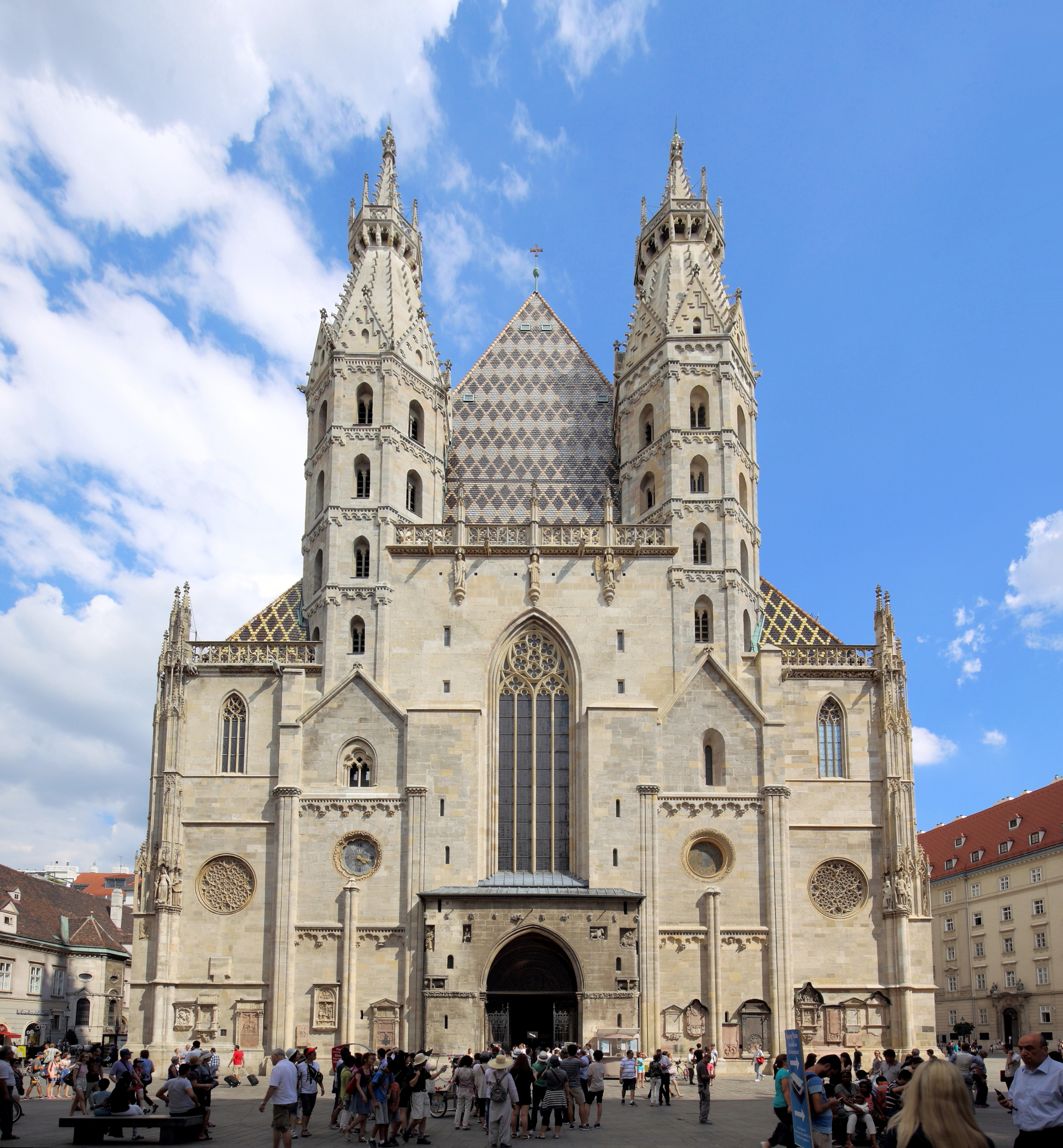
Pohanské věže

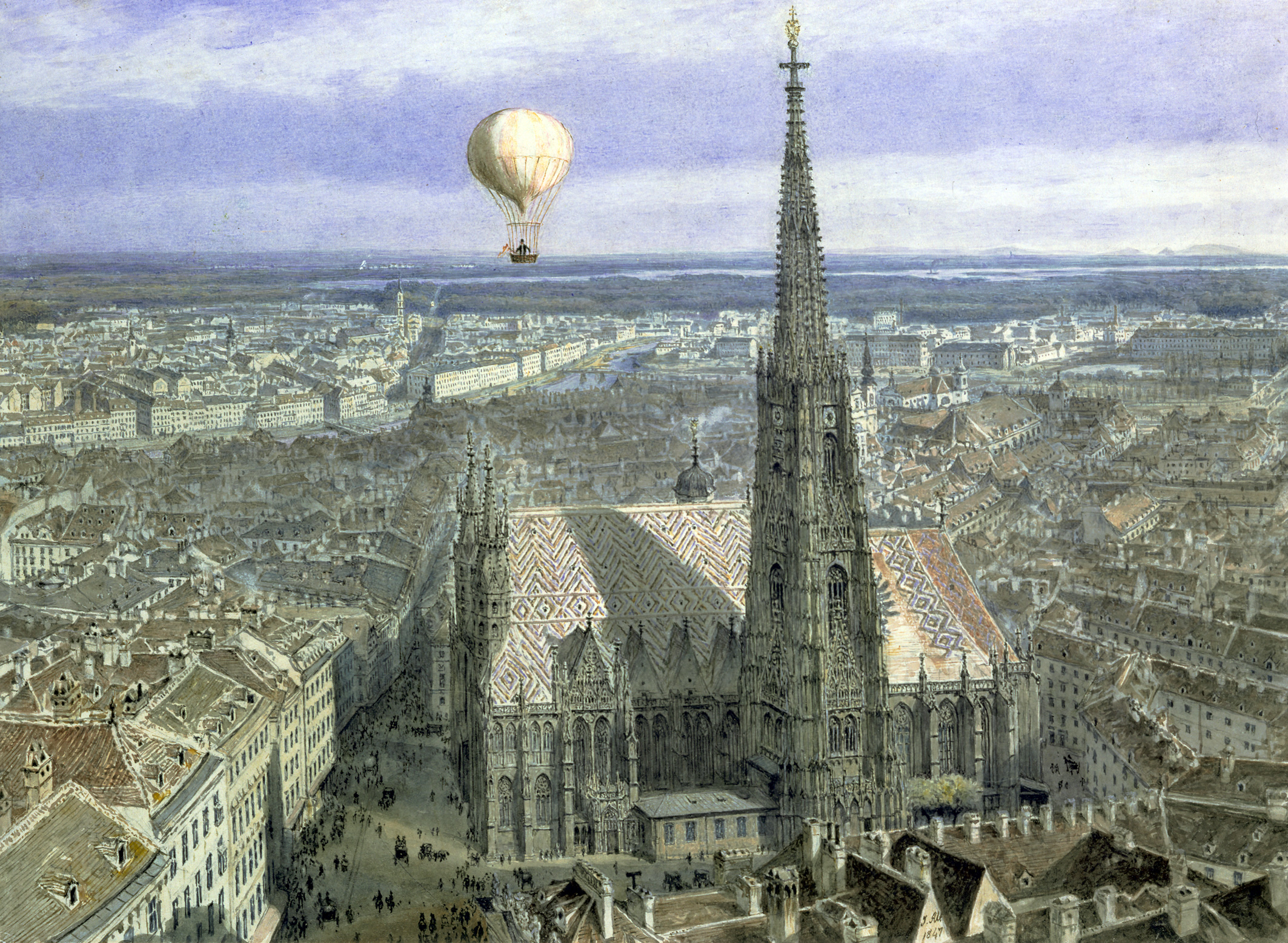
Katedrála svatého Štěpána na dobové malbě Jakoba Alta

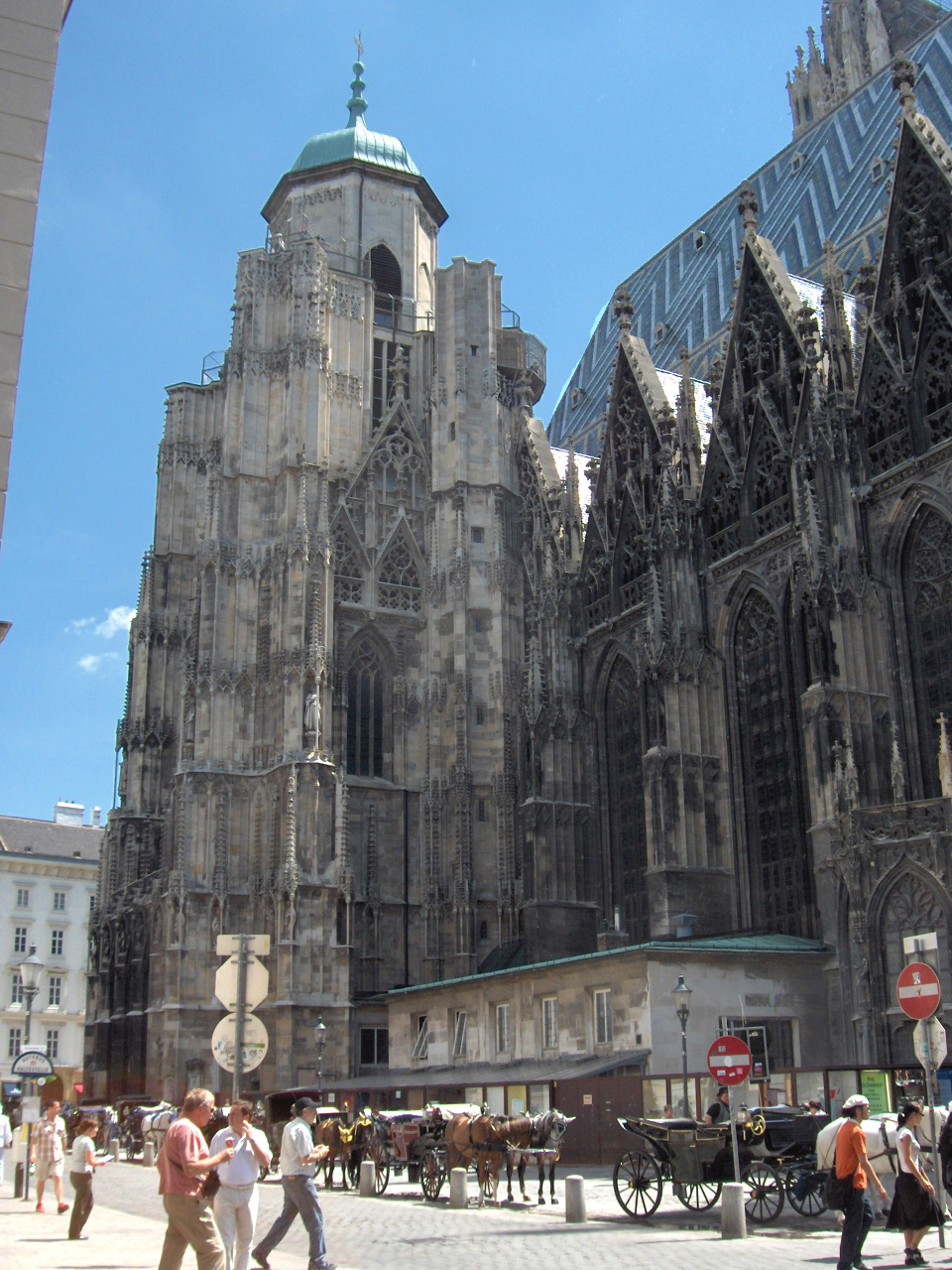
Severní věž

Uprostřed západního průčelí katedrály svatého Štěpána se nachází tzv. Obří brána tvořící hlavní vstup do kostela. Jde o klasický ústupkový portál, jehož zešikmené ostění je tvořeno sloupy dekorované střídavě, buď rostlinným nebo pásovým motivem. Nad jejich bohatě zdobeným kládím, v němž je možno pozorovat množství zvláštních výjevů, bájných zvířat a fantastických tvorů, se nachází dvanáct za sebou seřazených apoštolů vzhlížejících k tympanonu, na němž je zobrazen Ježíš s kolenem vystrčeným zpod roucha a dvojicí andělů. Ve výklencích okolo samotného vstupu jsou rozmístěna další démonická stvoření. Toto stavění křesťanských motivů do vzájemného protikladu k děsivým pohanským výjevům, hojně užité i na dalších místech dómu, má symbolizovat lidský život jako věčný boj mezi dobrem a zlem, životem a smrtí, spasením a věčným zatracením.
Zajímavostí, která se nachází při severním okraji Obří brány, jsou dvě ocelové tyče zasazené do zdiva, jejichž délka určovala míru platnou ve městě. V dobách, kdy ještě délková míra nebyla sjednocena, znamenalo podobné opatření významnou pomoc pro kupce přicházející do města za obchodem. V těsné blízkosti oněch tyčí je do zdi vyryt kruh, který měl podle legendy také sloužit jako kontrola míry, tentokrát ale správné velikosti chleba. Ukázalo se, že ve skutečnosti jsou kruhy (méně patrný je i na druhé straně brány) způsobené ocelovými háky rokokové mříže používané do roku 1880, která se otevírala směrem ven.
Na západní fasádě, v úrovni Pohanských věží, jsou vedeny dva polosloupy, které jsou zakončeny, namísto hlavice, stylizovaným, severnější mužským a jižnější ženským, pohlavním orgánem. Taková vyobrazení nebývají na sakrálních stavbách úplně běžná. Vysvětlení, které je pro tento případ podáváno, mluví o zdůraznění dokonalosti lidského rozdělení na dvě pohlaví.
K severní i jižní straně westwerku od počátku 15. století přiléhají dvojice nad sebou ležících kaplí. Na severu Savojská kaple (místo posledního odpočinu prince Evžena Savojského) a nad ní kaple svatého Valentina (včetně jeho ostatků, využívaná jako sbírka relikvií), na jihu kaple svatého Eligia a nad ní kaple svatého Bartoloměje. Jsou obdélníkového půdorysu s vnitřními rozměry asi 6 x 12 metrů. Na rohovém opěrném pilíři jižních kaplí se pod baldachýnem nachází socha Rudolfa IV. s arcivévodskou korunou na hlavě a dvěma štítonoši. Obdobně na protější straně je zobrazena jeho manželka Kateřina.
Na westwerk navazuje jako pseudohala podélné trojlodí, k jehož bočním lodím zvnějšku přiléhá z každé strany jedna věž. Jižní věž se pro své obdivuhodné provedení a celkovou výšku 136,7 metrů stala významnou dominantou a symbolem Vídně. Spodní část – věžní hala a nad ní umístěná zvonice – má čtvercový půdorys, v další části pak důmyslnou konstrukcí přechází do osmiúhelníku. Následuje ostrá špice dokola obklopená dvanácti štíhlými věžičkami. Korunována byla věž v jednotlivých obdobích různě: kohoutem, jakožto symbolem bdělosti, dvouhlavým orlem (jak je tomu dnes) nebo dokonce půlměsícem otáčejícím se na osmicípé hvězdě.
Na jižní straně tvoří vchod do kostela Pěvecká brána, pojmenovaná podle zpěváků, kteří tudy vstupovali. Největší pozornost upoutává pole tympanonu pocházející z doby okolo roku 1360 a zachycující život svatého Pavla. V ostění se můžeme setkat s vyobrazením zakladatelského páru – Rudolfem IV., jenž v ruce drží model „Stephansdomu“ a jeho manželkou Kateřinou, stojící naproti němu. Obě postavy jsou pak doprovázeny apoštoly, což koresponduje s motivy jižní lodě chóru. Kolem roku 1440, za vlády císaře Fridricha III., byl portál opatřen polygonální předsíní, která měla poskytovat ochranu bohaté figurální výzdobě.

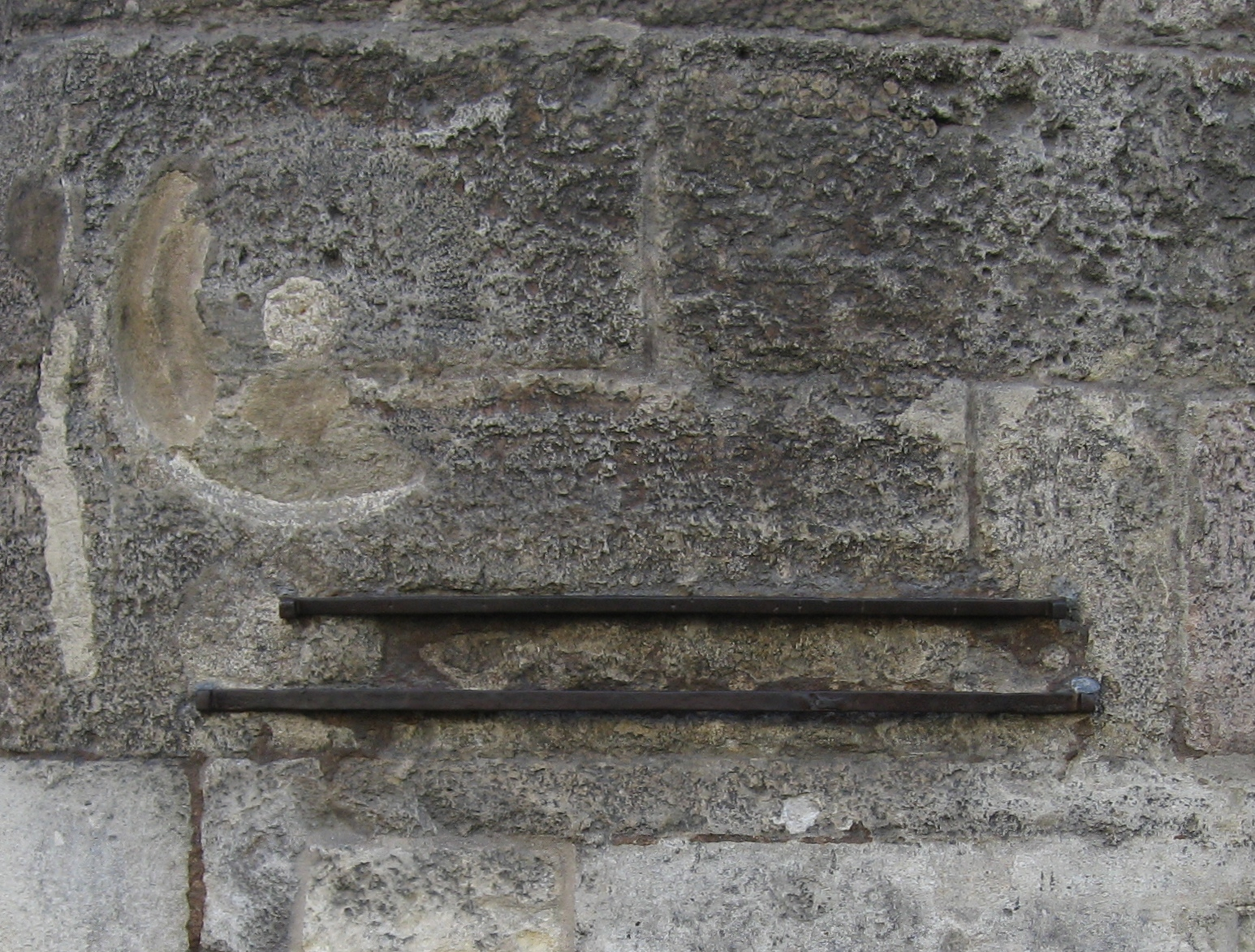
Ocelové tyče udávající platnou délkovou míru

Obdobou jižního portálu je na severní straně Biskupská brána. Označení získala podle toho, že jí do kostela vstupoval biskup. Od Pěvecké brány se odlišuje prakticky pouze výzdobou, která odpovídá programu severní části chóru. Tympanon zobrazuje korunovaci a smrt Marie, v ostění jsou postavy zakladatelského páru doplněny o figury ženských svatých. Zajímavostí je kámen, na kterém měl být zabit svatý Koloman, a který Rudolf IV. nechal v roce 1361 právě při tomto portálu zazdít.
Jednou z nejvýznačnějších částí katedrály je její střecha s charakteristickým proužkovaným motivem. Její rozpětí je 35 a výška 37,5 metrů (nad chórem 25,3 metrů). Střešní roviny jsou tedy velmi strmé, sklon v nejprudším místě dosahuje 80°. Původní krov byl vytvořen z modřínového dřeva o celkovém objemu 2000m³. Po požáru v roce 1945 byl nahrazen 605 tunovou ocelovou konstrukcí. Celá střecha je pokryta asi 230 000 taškami v deseti různých barvách pocházejících z dílny v Poštorné. Nad jižní stranou chóru je z nich vyskládán erb císaře Františka I., nad severní stranou znak města Vídně a Rakouské republiky.

## Interiér

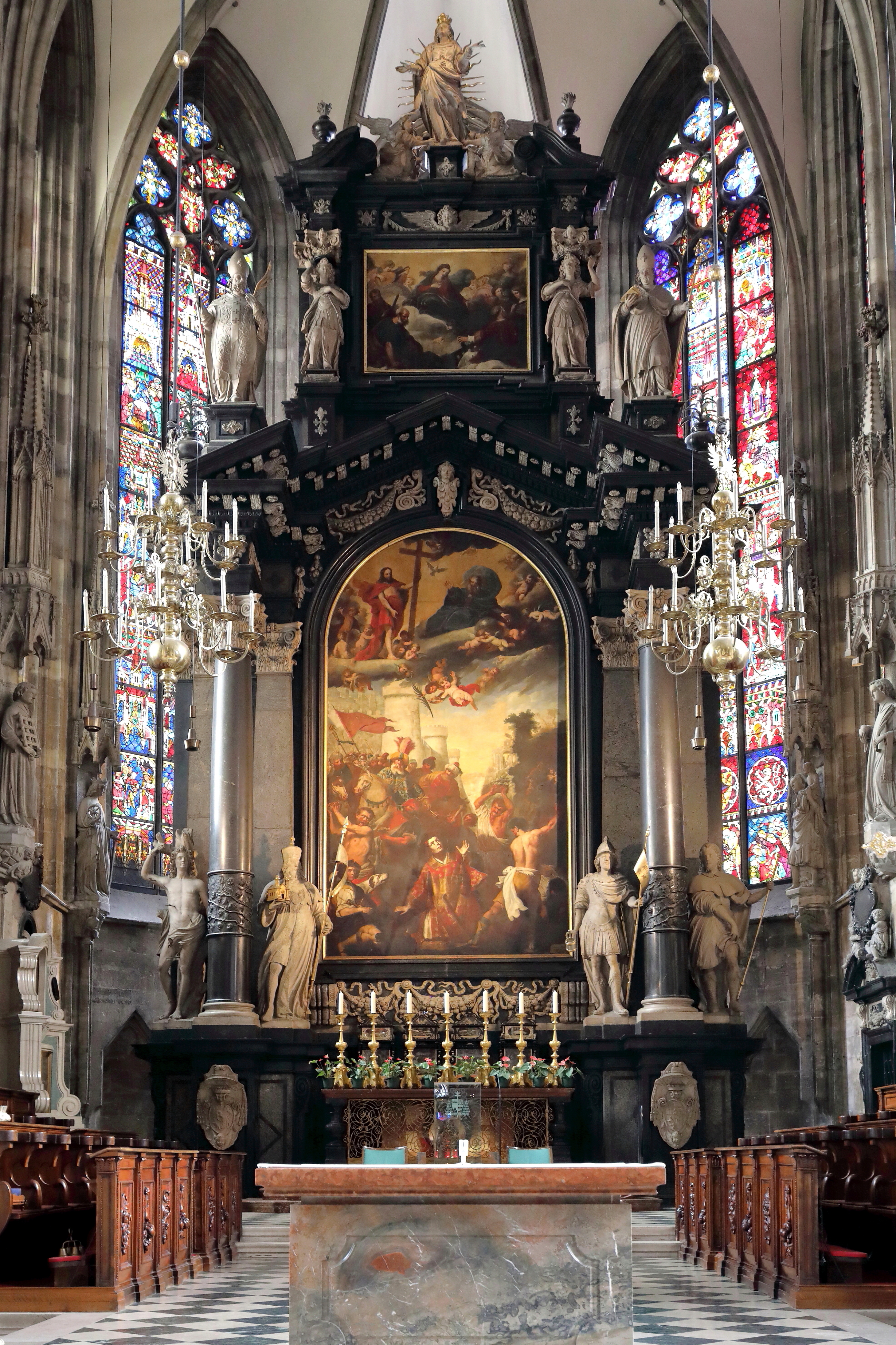
Hlavní oltář

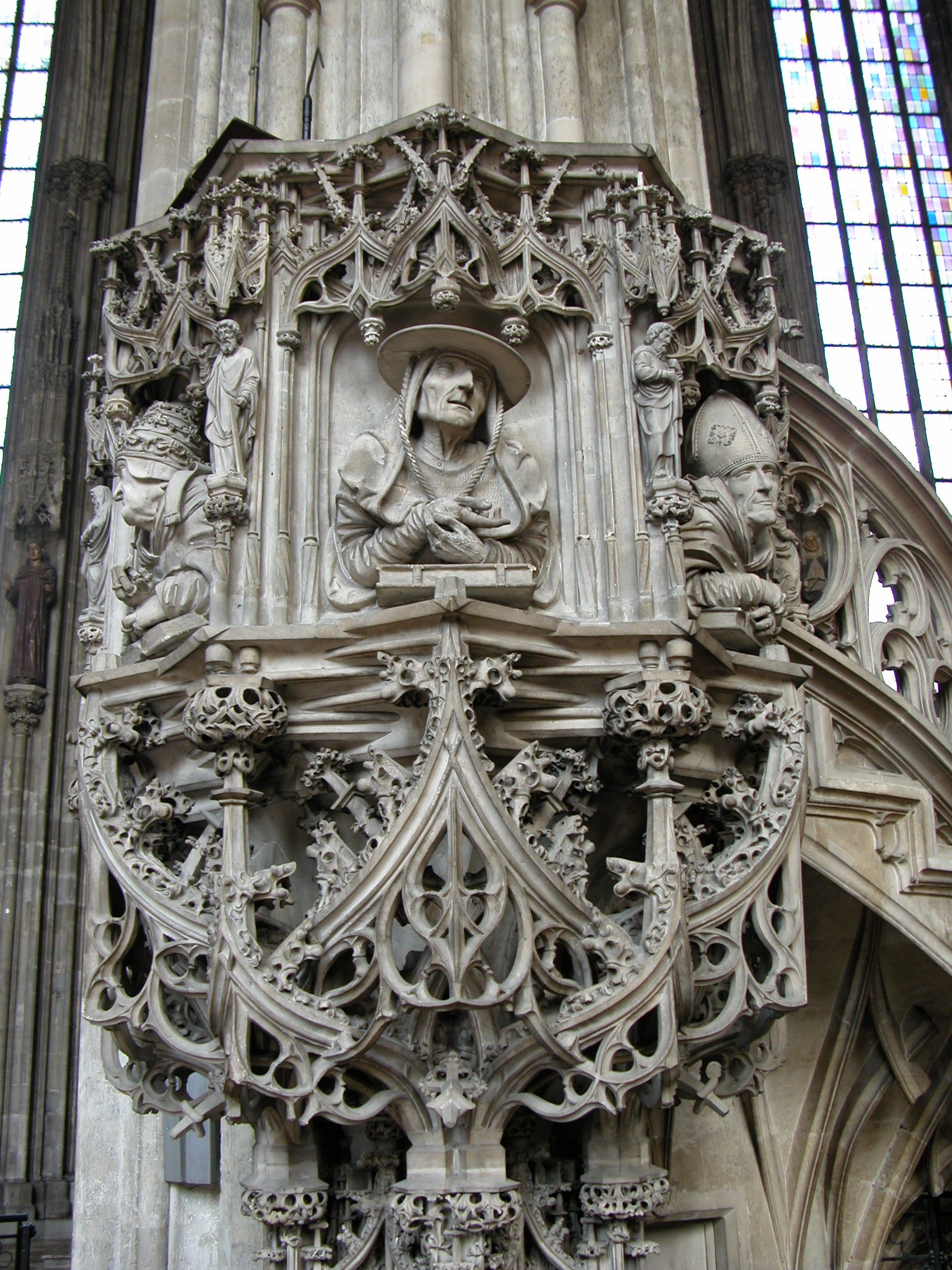
Kazatelna

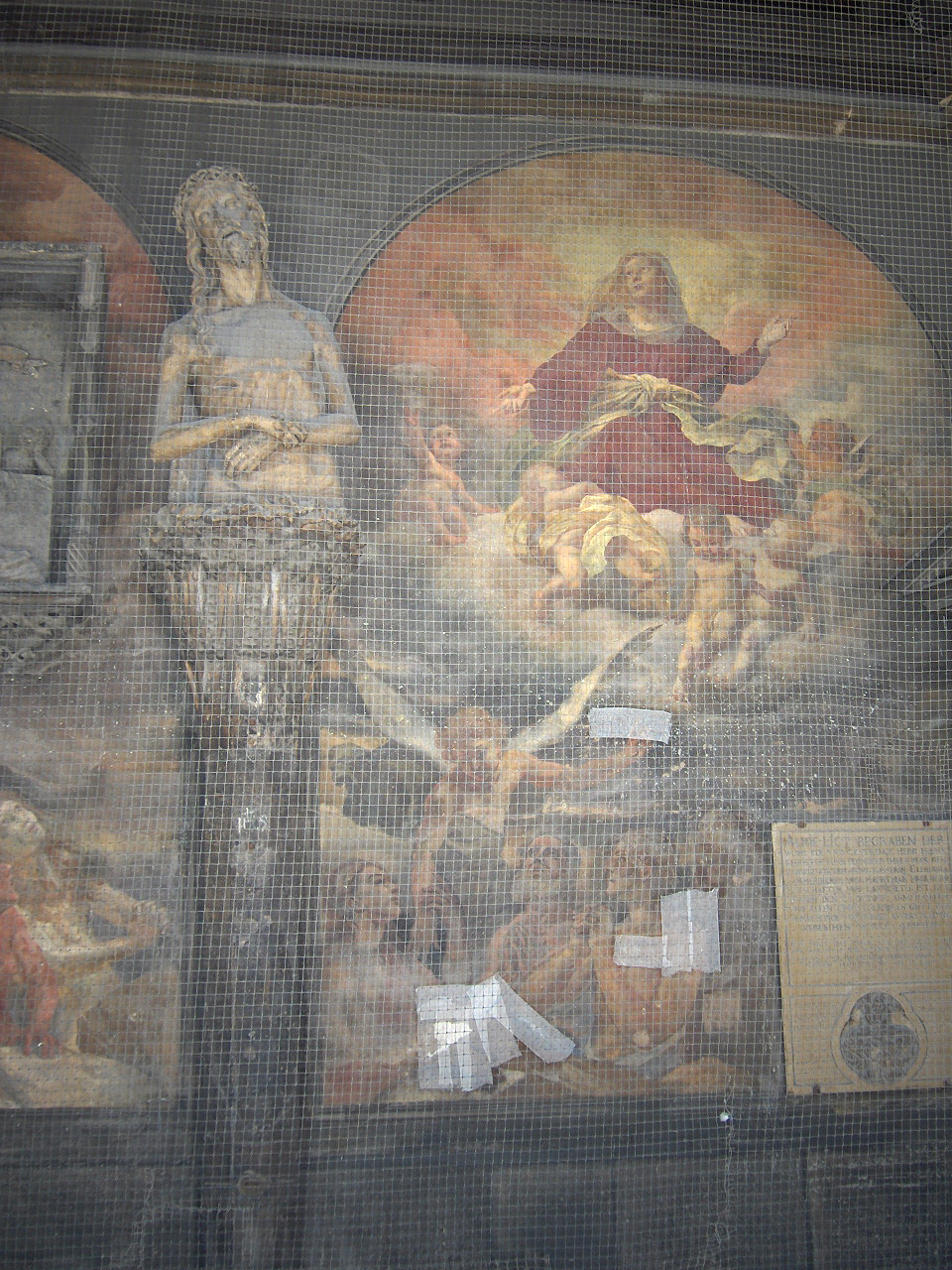
Kristus s bolestí zubů

Po vstupu do dómu se návštěvník nachází v temném prostoru pod západní emporou – ta původně představovala místo moci, od dob baroka jsou na ní umístěny varhany. Následuje dlouhé trojlodí zklenuté síťovou klenbou. Sloupy jsou zde nosiči velmi bohaté skulpturální výzdoby, ale bez nějakého přísného teologického řádu jako tomu je u chóru, kde už při zřizování byl určen jeho trojí program: střední loď je věnována Kristu, svatému Štěpánu a všem svatým, severní loď Panně Marii, potažmo svatým ženám vůbec, a jižní loď apoštolům. Toto rozdělení udává figurální výzdobu, věnování oltářů i motivy sklomalby.
Uprostřed prostoru určeného laikům se nachází jedna z nejvýznamnějších a také nejznámějších pamětihodností v celém chrámu, kterou je kazatelna. Toto pozdně gotické mistrovské dílo pocházející z konce 15. století bylo dlouho připisováno Antonu Pilgramovi, dnes ale bývá návrh spojován spíše s dílnou Niclaese Gerhaerta van Leydense. Pilgram se však nepochybně na provádění podílel. Koš kazatelny s portréty čtyř církevních otců: svatých Augustina, Ambrože, Řehoře a Jeronýma připomíná stylizovaný květ rostliny nesený nohou tvořenou šesti drobnými sloupky s vyobrazeními svatých. Schodiště ke kazatelně vede kolem nosného sloupu, výplň zábradlí je tvořena kruhy s plamencovou kružbou a jeho rukojeť je poseta množstvím žab a mloků. Na vrcholu schodiště sedí malý pejsek dohlížející na to, aby se žádný z nežádoucích tvorů na místo kazatele nedostal. Ve spodní části schodiště je možno pozorovat plastický portrét neznámého mistra (Fenstergucker) často považovaný za Pilgramův. Ten se však zvěčnil pod jím vytvořenou patou varhan na severní stěně.
K východní straně jižní věže přiléhá kaple svaté Kateřiny – malý prostor oktogonálního půdorysu zaklenutý hvězdovou žebrovou klenbou s vrcholovým klenákem nesoucím reliéf svaté Kateřiny. Na východní straně je kaple zakončená apsidou, ve které je umístěn novogotický oltář se soškou svaté Kateřiny Alexandrijské. Dominantním elementem prostoru je dnes pozdně gotická křtitelnice ze salcburského červeného mramoru, datovaná do roku 1481, původně umístěná ve středu kostela, při vchodu do chóru. Kaple se dnes využívá ke křtům.
Kaple svaté Barbory je umístěna na východní straně severní věže. Zřizována byla současně s ní a slavnostně vysvěcena byla roku 1474. Rozměry se blíží kapli svaté Kateřiny, pouze se značně větší apsidou. Zaklenuta je hvězdovou žebrovou klenbou se dvěma vrcholovými klenáky s reliéfy erbů. V kapli je umístěn pozdně gotický kříž pocházející z doby okolo roku 1470.
Jako místo svého posledního odpočinku si císař Fridrich III. vybral jižní loď chóru. Můžeme se zde tedy setkat s jeho kamenným sarkofágem, který si nechal vytvořit už 30 let před svou smrtí. Prací byl pověřen významný holandský sochař Nicolaus Gerhaert van Leyden. Osmitunový sarkofág z adnetského vápence majestátně spočívá na vyvýšeném podstavci, obehnán kamennou balustrádou a je zdoben četnými reliéfy. Na jeho víku je zobrazen sám císař s erby svých držav a dalšími předměty znázorňujícími jeho moc. Když císař 19. srpna 1493 zemřel, nebyl hrob stále ještě hotov; jeho ostatky do něj mohly být přeneseny až o 20 let později. Fridrich III. je jedinou osobou, která je pohřbena přímo v nadzemní části kostela.
Protiklad k Fridrichovu hrobu tvoří kenotaf Rudolfa IV. umístěný v severní lodi chóru (původně uprostřed) zobrazující Rudolfa spolu s jeho ženou Kateřinou. Oba jsou však pochováni v podzemní hrobce.
Zhruba v prostoru přiléhajícím k věžní hale severní věže se nachází schodiště vedoucí do podzemních prostor kostela. Rozkládá se zde síť chodeb a několik hrobek. Mezi nimi takzvaná Vévodská hrobka, kterou zřídil Rudolf IV. a v níž jsou kromě jeho a Kateřiny uloženy ostatky ještě dalších Habsburků. Dále dodnes využívaná Biskupská hrobka, do které jsou v ocelových rakvích ukládána těla vídeňských arcibiskupů. V roce 1732 byl příkazem císaře Karla VI. zrušen hřbitov obklopující po staletí kostel a v důsledku toho byly vybudovány nové podzemní pohřební komory navazující na staré části katakomb, ale rozkládající se pod místy přiléhajícími k dómu – dnešním náměstím. Za padesát let jejich používání – do roku 1783, kdy císař Josef II. zakázal pohřbívání uvnitř bran města, do nich bylo pohřbeno bezmála 11 000 lidí.
K nejznámějším skulpturálním památkám ve Stephansdomu patří Kristus s bolestí zubů (Zahnwehherrgott). Tato socha bolestného Krista pocházející z 15. století své pojmenování získala podle legendy. Ta vypráví o třech mladých mužích, kteří se při cestě z hostince soše vysmívali, protože její výraz u nich vyvolal dojem, jako by byl způsoben bolestí zubů. Nato byli všichni tři právě takovou bolestí sami postiženi a nebylo prostředku, který by jim pomohl. Vrátili se tedy na místo a před sochou prosili o odpuštění. Až v důsledku toho je bolest opustila.
Až do roku 1960 stála socha při vnější straně stěny chóru, dnes je na tomto místě její kopie a originál se nachází na západní zdi věžní haly severní věže.

## Číselná symbolika
Rozměry dómu jsou založeny na číslech 3 a 4. Podle starých údajů je jeho šířka 111 stop, délka 333 stop a jižní věž vysoká 444 stop (ve skutečnosti se délka odchyluje i s ohledem na tehdejší stavební a měřické nepřesnosti; dosahuje minimálně 348 stop). Počet schodišťových stupňů k věžní místnosti – dnes vyhlídkové terase je 343, to je (3+4)³. Zábradlí schodiště ke kazatelně se skládá z kruhů rozdělených stylizovaným troj- nebo čtyřlistem. Jižní věž je obklopena dvanácti (=3x4) věžičkami. Okna chóru jsou vertikálně členěna na tři části a okna prostoru pro laiky na čtyři.